# جام کنفدراسیون‌ها ۱۹۹۷
جام کنفدراسیون‌ها ۱۹۹۷ سومین دورهٔ جام کنفدراسیون‌ها بود که زیر نظر فیفا سازماندهی گشته بود. این تورنمنت پیش از این تحت عنوان جام پادشاه فهد در سال‌های ۱۹۹۲ و ۱۹۹۵ برگزار شده بود. این دوره از رقابت‌ها به میزبانی عربستان سعودی در دسامبر ۱۹۹۷ برگزار گردید، و برزیل در دیدار نهایی موفق شد با شکست ۰−۶ استرالیا به مقام قهرمانی دست یابد. بعد از این قهرمانی، برزیل توانست اولین کشوری باشد که دو تورنمنت بزرگ فیفا (جام جهانی و جام کنفدراسیون‌ها) را علاوه بر کوپا آمریکا ۱۹۹۷ در چند سال پیاپی تصاحب کند. این رکورد بعدها توسط فرانسه تکرار شد که توانست جام جهانی ۱۹۹۸، یورو ۲۰۰۰ و جام کنفدراسیون‌ها ۲۰۰۱ را فتح نماید.

## تیم‌های شرکت کننده
| تیم               | کنفدراسیون | عنوان                                      | تاریخ کسب مجوز | تعداد حضور |
| ----------------- | ---------- | ------------------------------------------ | -------------- | ---------- |
| عربستان سعودی     | اِی اِف سی   | میزبان تورنمنت قهرمان جام ملت‌های آسیا ۱۹۹۶ |                | ۳          |
| برزیل             | کونمبول    | قهرمان جام جهانی ۱۹۹۴                      | ۱۷ ژوئیه ۱۹۹۴  | ۱          |
| اروگوئه           | کونمبول    | قهرمان کوپا آمریکا ۱۹۹۵                    | ۲۲ ژوئیه ۱۹۹۵  | ۱          |
| مکزیک             | کونکاکاف   | قهرمان جام طلایی کونکاکاف ۱۹۹۶             | ۲۰ ژانویه ۱۹۹۶ | ۲          |
| آفریقای جنوبی     | کاف        | قهرمان جام ملت‌های آفریقا ۱۹۹۶              | ۳ فوریه ۱۹۹۶   | ۱          |
| چک                | یوفا       | نایب قهرمان یورو ۱۱۹۹۶                     | ۳۰ ژوئن ۱۹۹۶   | ۱          |
| استرالیا          | اُ اِف سی    | قهرمان جام ملت‌های اقیانوسیه ۱۹۹۶           | ۱ نوامبر ۱۹۹۶  | ۱          |
| امارات متحدهٔ عربی | اِی اِف سی   | نایب قهرمان جام ملت‌های آسیا ۲۱۹۹۶          | ۲۱ دسامبر ۱۹۹۶ | ۱          |

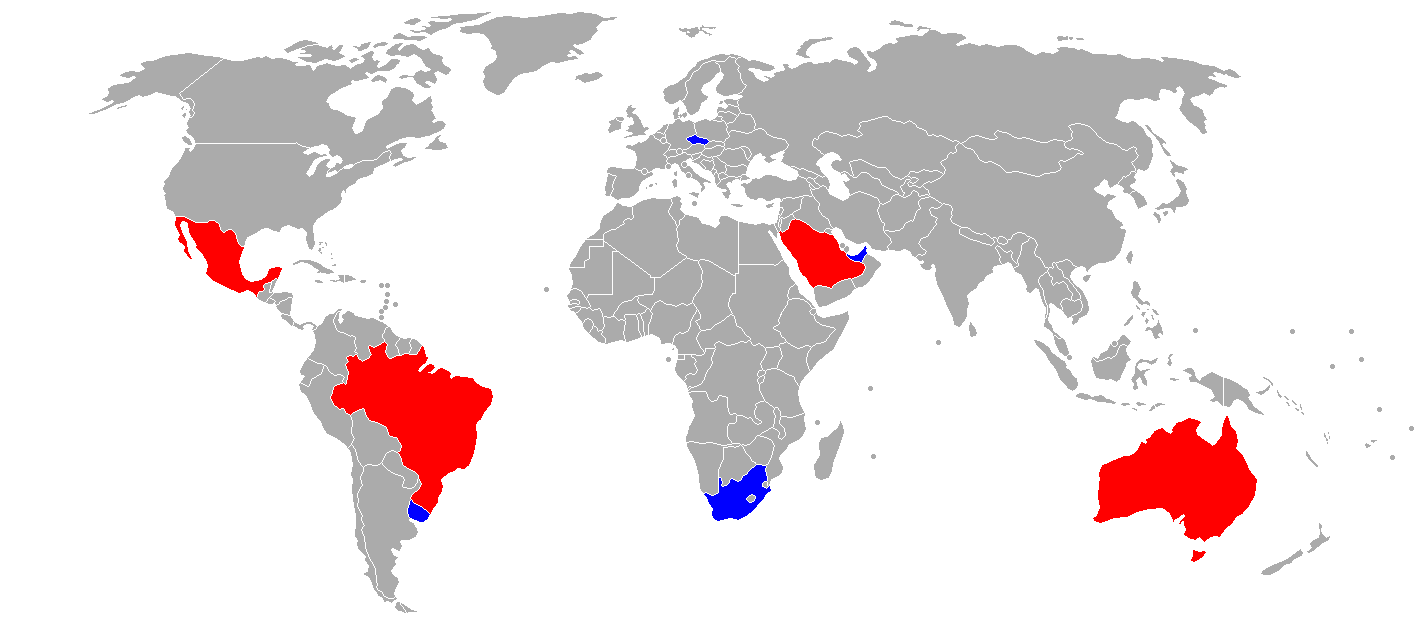
تیم‌های شرکت کننده در جام کنفدراسیون‌ها ۱۹۹۷

۱. آلمان (قهرمان یورو ۱۹۹۶) از شرکت در تورنمنت انصراف داد، بنابراین جمهوری چک (نایب قهرمان یورو ۱۹۹۶) به‌عنوان نمایندهٔ اروپا در این تورنمنت حاضر شد.

۲. به دلیل این‌که عربستان سعودی همزمان میزبان تورنمت و قهرمان جام ملت‌های آسیا ۱۹۹۶ بود، امارات متحده عربی (نایب قهرمان جام ملت‌های آسیا ۱۹۹۶) به‌عنوان نمایندهٔ آسیا در تورنمنت شرکت کرد.

## محل برگزاری
تمامی بازی‌ها در ورزشگاه ملک فهد واقع در شهر ریاض برگزار شد.
| ریاض               | ریاضجام کنفدراسیون‌ها ۱۹۹۷ (عربستان سعودی) · |
| ورزشگاه ملک فهد    | ریاضجام کنفدراسیون‌ها ۱۹۹۷ (عربستان سعودی) · |
| گنجایش: ۶۷٬۰۰۰ نفر | ریاضجام کنفدراسیون‌ها ۱۹۹۷ (عربستان سعودی) · |
|                    | ریاضجام کنفدراسیون‌ها ۱۹۹۷ (عربستان سعودی) · |

## داوران
| آفریقا - لوسین بوچاردو - ایان مک‌لئود آسیا - سعد کمیل - پیروم آن‌پراسرت اروپا - نیکلای لونیکف | آمریکای شمالی، مرکزی و کارائیب - رامش رامدهان آمریکای جنوبی - خاویر کاستریلی - رنه اورتوبه |

## مرحلهٔ گروهی

### گروه ۱
| رتبه | تیم           | بازی | برد | مساوی | باخت | زده | خورده | تفاضل | امتیاز | توضیحات            |
| ---- | ------------- | ---- | --- | ----- | ---- | --- | ----- | ----- | ------ | ------------------ |
| ۱    | برزیل         | ۳    | ۲   | ۱     | ۰    | ۶   | ۲     | ۴+    | ۷      | صعود به نیمه‌نهایی  |
| ۲    | استرالیا      | ۳    | ۱   | ۱     | ۱    | ۳   | ۲     | ۱+    | ۴      | صعود به نیمه‌نهایی  |
| ۳    | مکزیک         | ۳    | ۱   | ۰     | ۲    | ۸   | ۶     | ۲+    | ۳      | حذف از مرحلهٔ گروهی |
| ۴    | عربستان سعودی | ۳    | ۱   | ۰     | ۲    | ۱   | ۸     | ۷−    | ۳      | حذف از مرحلهٔ گروهی |

نحوهٔ قرار گرفتن در جدول:
1st امتیاز،
2nd تفاضل،
3rd گل زده

رتبه = رتبه در جدول، بازی = تعداد بازی، برد = بازی‌های برده، مساوی = بازی‌های مساوی، باخت = بازی‌های باخته، زده = گل زده، خورده = گل خورده، تفاضل = تفاضل گل، امتیاز = امتیاز گرفته 
| عربستان سعودی | ۰ – ۳    | برزیل                               |
| ------------- | -------- | ----------------------------------- |
|               | (Report) | سزار سامپایو ۶۵' · روماریو ۷۳'، ۸۰' |

| مکزیک                      | ۱ – ۳    | استرالیا                                           |
| -------------------------- | -------- | -------------------------------------------------- |
| لوئیز هرناندز ۸۰' (پنالتی) | (Report) | مارک ویدوکا ۴۵' · جان آلویسی ۵۹' · دامیان موری ۹۰' |

| عربستان سعودی | ۰ – ۵    | مکزیک                                                          |
| ------------- | -------- | -------------------------------------------------------------- |
|               | (Report) | فرانسیسکو پالنسیا ۲۰'، ۶۲' · بلانکو ۶۸'، ۷۶' · برالیو لونا ۷۵' |

| استرالیا | ۰ – ۰    | برزیل |
| -------- | -------- | ----- |
|          | (Report) |       |

| عربستان سعودی  | ۱ – ۰    | استرالیا |
| -------------- | -------- | -------- |
| محمد خلیوی ۴۰' | (Report) |          |

| برزیل                                                  | ۳ – ۲    | مکزیک                         |
| ------------------------------------------------------ | -------- | ----------------------------- |
| روماریو ۴۱' (پنالتی) · دنیلسون ۶۱' · جونیور بایانو ۶۶' | (Report) | بلانکو ۵۱' · رامون رامیرز ۹۰' |

### گروه ۲
| رتبه | تیم               | بازی | برد | مساوی | باخت | زده | خورده | تفاضل | امتیاز | توضیحات            |
| ---- | ----------------- | ---- | --- | ----- | ---- | --- | ----- | ----- | ------ | ------------------ |
| ۱    | اروگوئه           | ۳    | ۳   | ۰     | ۰    | ۸   | ۴     | ۴+    | ۹      | صعود به نیمه‌نهایی  |
| ۲    | چک                | ۳    | ۱   | ۱     | ۱    | ۹   | ۵     | ۴+    | ۴      | صعود به نیمه‌نهایی  |
| ۳    | امارات متحدهٔ عربی | ۳    | ۱   | ۰     | ۲    | ۲   | ۸     | ۶−    | ۳      | حذف از مرحلهٔ گروهی |
| ۴    | آفریقای جنوبی     | ۳    | ۰   | ۱     | ۲    | ۵   | ۷     | ۲−    | ۱      | حذف از مرحلهٔ گروهی |

نحوهٔ قرار گرفتن در جدول:
1st امتیاز،
2nd تفاضل،
3rd گل زده

رتبه = رتبه در جدول، بازی = تعداد بازی، برد = بازی‌های برده، مساوی = بازی‌های مساوی، باخت = بازی‌های باخته، زده = گل زده، خورده = گل خورده، تفاضل = تفاضل گل، امتیاز = امتیاز گرفته 
| امارات متحدهٔ عربی | ۰ – ۲    | اروگوئه                                     |
| ----------------- | -------- | ------------------------------------------- |
|                   | (Report) | نیکولاس اولیورا ۲+۴۵' · آنتونیو پاچکو ۲+۹۰' |

| آفریقای جنوبی                       | ۲ – ۲    | چک                       |
| ----------------------------------- | -------- | ------------------------ |
| برندن آگوستین ۳۹' · هلمن امکلله ۸۶' | (Report) | ولادیمیر اسمیچر ۱۹'، ۴۰' |

| امارات متحدهٔ عربی | ۱ – ۰    | آفریقای جنوبی |
| ----------------- | -------- | ------------- |
| حسن مبارک ۵'      | (Report) |               |

| چک             | ۱ – ۲    | اروگوئه                                  |
| -------------- | -------- | ---------------------------------------- |
| هورست سیگل ۸۹' | (Report) | نیکولاس اولیورا ۲۶' · مارچلو زالایتا ۸۸' |

| امارات متحدهٔ عربی | ۱ – ۶    | چک                                                                            |
| ----------------- | -------- | ----------------------------------------------------------------------------- |
| عدنان طلیانی ۷۸'  | (Report) | محمد عبید ۱۱' (گل‌به‌خودی) · پاول ندود ۲۲'، ۳۱' · ولادیمیر اسمیچر ۴۲'، ۶۸'، ۷۱' |

| اروگوئه                                                      | ۴ – ۳    | آفریقای جنوبی                                         |
| ------------------------------------------------------------ | -------- | ----------------------------------------------------- |
| داریو سیلوا ۱۲'، ۶۶' · آلوارو رکوبا ۴۲' · کریستین کالخاس ۹۰' | (Report) | لوکاس رادبه ۱۱' · هلمن امکلله ۶۹' · پولن اندلانیا ۷۷' |

## مرحهٔ حذفی
|  | نیمه‌نهایی‌           | نیمه‌نهایی‌        |   |                  | نهایی            | نهایی |  |
|  |                     |                  |   |                  |                  |       |  |
|  | ۱۹ دسامبر - ریاض    |                  |   |                  |                  |       |  |
|  | برزیل               | ۲                |   |                  |                  |       |  |
|  | چک                  | ۰                |   |                  |                  |       |  |
|  |                     |                  |   |                  |                  |       |  |
|  |                     |                  |   |                  | ۲۱ دسامبر - ریاض |       |  |
|  |                     |                  |   |                  | برزیل            | ۶     |  |
|  |                     | استرالیا         | ۰ |                  |                  |       |  |
|  |                     |                  |   |                  |                  |       |  |
|  |                     |                  |   |                  |                  |       |  |
|  |                     |                  |   |                  | مقام سومی        |       |  |
|  | ۱۹ دسامبر - ریاض    | ۱۹ دسامبر - ریاض |   | ۲۱ دسامبر - ریاض | ۲۱ دسامبر - ریاض |       |  |
|  | اروگوئه             | ۰                |   | چک               | ۱                |       |  |
|  | استرالیا (گل طلایی) | ۱                |   |                  | اروگوئه          | ۰     |  |

### نیمه‌نهایی
| برزیل                     | ۲ – ۰    | چک |
| ------------------------- | -------- | -- |
| روماریو ۵۴' · رونالدو ۸۳' | (Report) |    |

| اروگوئه | ۰ – ۱ (و.ا.) | استرالیا     |
| ------- | ------------ | ------------ |
|         | (Report)     | هری کیول '۹۲ |

### رده‌بندی
| چک                | ۱ – ۰    | اروگوئه |
| ----------------- | -------- | ------- |
| ادوارد لاسوتا ۶۳' | (Report) |         |

### فینال
| برزیل                                                  | ۶ – ۰    | استرالیا |
| ------------------------------------------------------ | -------- | -------- |
| رونالدو ۱۵'، ۲۷'، ۵۹' (پنالتی) · روماریو ۳۸'، ۵۳'، ۷۵' | (Report) |          |

## قهرمان
| قهرمان جام کنفدراسیون‌ها ۱۹۹۷ |
| ---------------------------- |
| · برزیل · اولین عنوان        |

## جوایز
| برندهٔ توپ طلایی | برندهٔ کفش طلایی | جایزهٔ بازی جوانمردانه |
| --------------- | --------------- | --------------------- |
| دنیلسون         | روماریو         | آفریقای جنوبی         |

| برندهٔ توپ نقره‌ای | برندهٔ کفش نقره‌ای |
| ---------------- | ---------------- |
| روماریو          | ولادیمیر اسمیچر  |
| برندهٔ توپ برنزی  | برندهٔ کفش برنزی  |
| ولادیمیر اسمیچر  | رونالدو          |

## گلزنان برتر
۷ گل
- روماریو

۵ گل
- ولادیمیر اسمیچر

۴ گل
- رونالدو